# الدوري العماني
الدوري العماني أو دوري عمانتل لأسباب الرعاية، هو دوري الدرجة الممتازة في سلطنة عمان وقد تم إنشائه رسمياً في عام 1976. ويعتبر حالياً النادي الأكثر نجاحا في الدوري العماني هو ظفار والذي فاز بـ 11 لقباً.

## التطوير إلى دوري المحترفين (2012 - 2017)
على الرغم من كونه دوري معروف في المجتمع المحلي، إلّا أنه يأتي في المرتبة (D) من تصنيف دوريات كرة القدم وفقاً لتصنيف الاتحاد الآسيوي لكرة القدم. السيد خالد بن حمد رئيس الاتحاد العماني لكرة القدم أعلن عن خطة الاتحاد لتحويل دوري كرة القدم العماني إلى دوري للمحترفين بحلول عام 2012. أيضًا قام بالإعلان عن تغيير اسم الدوري إلى دوري عمان موبايل. والعديد من الشركات مثل نيسان وشل وعمان موبايل كانت من الأسباب الرئيسية لتوسيع هذا التحول وبقيادة السيد خالد بن حمد.
في عام 2010 وخلال السحب السنوي لكأس السلطان قابوس - السلطان قابوس بن سعيد، سلطان عُمان - أُعلن عن رصد 2.6 مليون ريال سنويا (حوالي 6.7 مليون دولار) إلى عام 2015  لمزيد من الدعم للدوري. جاء هذا التحرك لرعاية الشباب العماني وتطوير كرة القدم العمانية وخلق أكبر الآمال لتأهل عُمان في كأس العالم 2014. وكانت هذه الصفقة بالإضافة إلى الدعم الممنوح من السلطان قابوس للاتحاد وقدره 1.5 ريال عماني.
في أغسطس 2015 رفعت عدد من أندية النخبة طلباً إلى الاتحاد العماني تطالب فيها بإلغاء مسمى دوري المحترفين معللةً ذلك بعدم قدرتها على الوفاء بمتطلبات الاحتراف ونظراً لتعرضها لعثرات مالية والتي وصفها البعض بالطاحنة، علاوةً على تراجع الاتحاد العماني نفسه عن الإيفاء بوعود تطبيق دوري الاحتراف على نحو واضح. واعتباراً من موسم 2017-18 تم شطب كلمة "المحترفين" من الدوري من قبل الاتحاد العماني لكرة القدم.

## فرق الدوري العماني - موسم 2024-25
- نادي النهضة العماني
- نادي الخابورة
- نادي الرستاق
- نادي النصر
- نادي الشباب
- نادي عمان
- نادي السيب
- نادي صحار
- نادي صور
- نادي صحم
- نادي بهلا
- نادي عبري

## سجل الأبطال
| - 1976/77 : فنجاء - 1977/78 : مسقط (كان في ذلك الوقت نادي روي) - 1978/79 : فنجاء - 1979/80 : النصر - 1980/81 : النصر - 1981/82 : أهلي سداب - 1982/83 : ظفار - 1983/84 : فنجاء - 1984/85 : ظفار - 1985/86 : فنجاء - 1986/87 : فنجاء - 1987/88 : فنجاء - 1988/89 : النصر - 1989/90 : ظفار - 1990/91 : فنجاء - 1991/92 : ظفار - 1992/93 : ظفار - 1993/94 : ظفار - 1994/95 : صور - 1995/96 : صور | - 1996/97 : نادي عُمان - 1997/98 : النصر - 1998/99 : ظفار - 1999/00 : العروبة - 2000/01 : ظفار - 2001/02 : العروبة - 2002/03 : مسقط (كان في ذلك الوقت نادي روي) - 2003/04 : النصر - 2004/05 : ظفار - 2005/06 : مسقط - 2006/07 : النهضة - 2007/08 : العروبة - 2008/09 : النهضة - 2009/10 : السويق - 2010/11 : السويق - 2011/12 : فنجاء - 2012/13 : السويق - 2013/14 : النهضة - 2014/15 : العروبة - 2015/16 : فنجاء | - 2016/17 : ظفار - 2017/18 : السويق - 2018/19 : ظفار - 2019/20 : السيب - 2020/21 : ألغي الدوري بعد مرور 10 جولات - 2021/22 : السيب - 2022/23 : النهضة - 2023/24 : السيب - 2024/25 : السيب |

### المدن
الجدول التالي يوضح تصنيف ابطال الدوري العماني حسب المدن.
| المدينة | عدد المرات | الفرق الفائزة                            |
| ------- | ---------- | ---------------------------------------- |
| صلالة   | 16         | ظفار (11), النصر (5)                     |
| فنجاء   | 9          | فنجاء (9)                                |
| مسقط    | 9          | مسقط (3), عمان (1), الأهلي (1) السيب (4) |
| صور     | 6          | العروبة (4), صور (2)                     |
| البريمي | 4          | النهضة (4)                               |
| السويق  | 4          | السويق (4)                               |

### مجموع البطولات
عدد البطولات المحلية التي حققتها الأندية في سلطنة عُمان.
| النادي    | عدد البطولات التي فاز بها |
| --------- | ------------------------- |
| ظفار      | 11                        |
| فنجاء     | 9                         |
| النصر     | 5                         |
| النهضة    | 4                         |
| السويق    | 4                         |
| العروبة   | 4                         |
| السيب     | 4                         |
| مسقط*     | 3                         |
| صور       | 2                         |
| أهلي سداب | 1                         |
| نادي عُمان | 1                         |

* تشمل البطولات التي فاز بها نادي روي.

## بعض الإنجازات التي حققتها الأندية العمانية
- فاز نادي السيب بكأس الاتحاد الآسيوي في عام 2022 بعد تغلبه على كوالالمبور سيتي الماليزي بثلاثية نظيفة. 
- فاز فنجاء في عام 1989 بكأس الخليج للأندية. وقد فاز نادي فنجاء على نظيره البحريني المحرق في النهائي في مملكة البحرين.
- في بطولة الأندية الآسيوية 1993–94 النادي العماني نادي عُمان وصل للمركز الثاني في البطولة بعد خسارته أمام تايلاند والممثلة بنادي بنك المزارعون التايلانديون.
- في عام 1996 اقترب نادي ظفار من الفوز بكأس الخليج للأندية لكنه لم يستطع التغلب على نادي النصر السعودي في نهائي كأس الخليج للأندية وحلَّ وصيفًا لتلك الدورة.
- النهضة في كأس الاتحاد الآسيوي 2008 ولكنه خرج من دور الأربعة عندما لم يستطع تجاوز بطل المباراة النهائية المحرق بعدد الأهداف الإجمالية. ولم تكن هناك مباراة لتحديد المركز الثالث.
- و في موسم 2014-2015 لعب نادي صحم نهائي كأس الخليج للأندية ضد الشباب الإماراتي وحلَّ وصيفًا بعد تعادله في الوقت الأصلي 1-1 و خسر بركلات الترجيح 4-3 .

## روابط اضافية
- الموقع الرسمي للاتحاد العماني لكرة القدم
- Kooora Omani League Seasons